# Pseudosynaleurodicus mayoi
Pseudosynaleurodicus mayoi es un hemíptero de la familia Aleyrodidae, con una subfamilia: Aleyrodinae.
Fue descrita científicamente por primera vez por Gillespie en 2006.